# Comté de Lafayette (Floride)
Pour les articles homonymes, voir Comté de Lafayette.
Le comté de Lafayette (Lafayette County) est un comté américain de Floride. Sa population était estimée en 2020 à 8 226 habitants. Son siège est Mayo. Le comté a été fondé en 1853 et doit son nom au marquis de La Fayette, combattant français aux côtés des Américains lors de leur indépendance.

## Comtés adjacents
| Comté de Madison |                    |                    |
| Comté de Taylor  | comté de Lafayette | Comté de Suwannee  |
|                  | Comté de Dixie     | Comté de Gilchrist |

## Démographie
| Groupe                           | Comté de Lafayette | Floride | États-Unis |
| -------------------------------- | ------------------ | ------- | ---------- |
| Blancs                           | 77,4               | 75,0    | 72,4       |
| Afro-Américains                  | 15,9               | 16,0    | 12,6       |
| Autres                           | 4,7                | 3,7     | 6,4        |
| Amérindiens                      | 0,4                | 0,4     | 0,9        |
| Métis                            | 1,4                | 2,5     | 2,9        |
| Asiatiques                       | 0,2                | 2,4     | 4,8        |
| Total                            | 100                | 100     | 100        |
|                                  |                    |         |            |
| Hispaniques et Latino-Américains | 12,1               | 22,5    | 16,7       |

| 1860  | 1870  | 1880  | 1890  | 1900  | 1910  |
| ----- | ----- | ----- | ----- | ----- | ----- |
| 2 068 | 1 783 | 2 441 | 3 686 | 4 987 | 6 710 |

| 1920  | 1930  | 1940  | 1950  | 1960  | 1970  |
| ----- | ----- | ----- | ----- | ----- | ----- |
| 6 242 | 4 361 | 4 405 | 3 440 | 2 889 | 2 892 |

| 1980  | 1990  | 2000  | 2010  | - | - |
| ----- | ----- | ----- | ----- | - | - |
| 4 035 | 5 578 | 7 022 | 8 870 | - | - |

## Principale ville
- Mayo